# Thiago Monteiro (tennisser)
Thiago Moura Monteiro (Fortaleza, 31 mei 1994) is een Braziliaans tennisser.

## Carrière
Monteiro maakte zijn profdebuut in 2011, hij won zijn eerste challenger in 2016 tegen Carlos Berlocq. In 2017 nam hij deel aan alle Grand Slams in het enkelspel met twee keer een tweede ronde als resultaat. In 2019 won hij drie challengers en speelde drie Grand Slams maar verloor telkens in de eerste ronde. In 2020 won hij een challenger en speelde op drie Grand Slams met een tweede ronde als beste resultaat op Roland Garros. 
In 2021 nam hij deel aan de Olympische Spelen maar verloor in de eerste ronde. Hij speelde ook in het enkel- en dubbelspel op de Grand Slams met als beste resultaat een derde ronde in het enkelspel op Roland Garros en een derde ronde op de Australian Open in het dubbelspel. In 2022 won hij twee challengers, bereikte de tweede ronde in het enkelspel op de US Open en de tweede ronde in het dubbelspel op de Australian Open.

## Palmares
| Legenda                       | Legenda               |
| ----------------------------- | --------------------- |
| Grand Slam                    |                       |
| Olympische Spelen             |                       |
| tot 2009                      | vanaf 2009            |
| Tennis Masters Cup            | ATP Finals            |
| ATP Masters Series            | ATP Tour Masters 1000 |
| ATP International Series Gold | ATP Tour 500          |
| ATP International Series      | ATP Tour 250          |

### Enkelspel
| Nr.                  | Datum             | Toernooi        | Ondergrond | Tegenstander in finale | Score         | Details |
| -------------------- | ----------------- | --------------- | ---------- | ---------------------- | ------------- | ------- |
| gewonnen challengers |                   |                 |            |                        |               |         |
| 1.                   | 8 mei 2016        | Aix-en-Provence | Gravel     | Carlos Berlocq         | 4-6, 6-4, 6-1 |         |
| 2.                   | 27 januari 2019   | Punta del Este  | Gravel     | Facundo Argüello       | 3-6, 6-2, 6-3 |         |
| 3.                   | 13 juli 2019      | Braunschweig    | Gravel     | Tobias Kamke           | 7-6, 6-1      |         |
| 4.                   | 27 oktober 2019   | Lima            | Gravel     | Federico Coria         | 6-2, 6-7, 6-4 |         |
| 5.                   | 2 februari 2020   | Punta del Este  | Gravel     | Marco Cecchinato       | 7-6, 6-7, 7-5 |         |
| 6.                   | 26 september 2021 | Braga           | Gravel     | Nikola Milojević       | 7-5, 7-5      |         |
| 7.                   | 10 juli 2022      | Salzburg        | Gravel     | Norbert Gombos         | 6-3, 7-6      |         |
| 8.                   | 25 september 2022 | Genua           | Gravel     | Andrea Pellegrino      | 6-1, 7-6      |         |
| 9.                   | 8 oktober 2023    | Campinas        | Gravel     | Camilo Ugo Carabelli   | 3-6, 6-4, 6-4 |         |

## Resultaten grote toernooien
| Legenda | Legenda                          |
| ------- | -------------------------------- |
| g.t.    | geen toernooi gehouden           |
| l.c.    | lagere categorie                 |
| –       | niet deelgenomen                 |
| G       | uitgeschakeld in de groepsfase   |
| 1R      | uitgeschakeld in de eerste ronde |
| 2R      | uitgeschakeld in de tweede ronde |
| 3R      | uitgeschakeld in de derde ronde  |
| 4R      | uitgeschakeld in de vierde ronde |
| KF      | uitgeschakeld in de kwartfinale  |
| HF      | uitgeschakeld in de halve finale |
| F       | de finale verloren               |
| W       | het toernooi gewonnen            |
| w-v     | winst/verlies-balans             |

### Enkelspel
| toernooi            | 2017 | 2018 | 2019 | 2020 | 2021 | 2022 |
| ------------------- | ---- | ---- | ---- | ---- | ---- | ---- |
| Grandslamtoernooien |      |      |      |      |      |      |
| Australian Open     | 1R   | –    | –    | 1R   | 2R   | 1R   |
| Roland Garros       | 2R   | –    | 1R   | 2R   | 3R   | –    |
| Wimbledon           | 2R   | –    | 1R   | –    | 1R   | 1R   |
| US Open             | 1R   | –    | 1R   | 1R   | 1R   | 2R   |
| Statistieken        |      |      |      |      |      |      |
| titels per jaar     | 0    | 0    | 0    | 0    | 0    | 0    |
| eindejaarsranking   | 124  | 120  | 89   | 84   | 89   |      |

### Dubbelspel
| toernooi            | 2021 | 2022 |
| ------------------- | ---- | ---- |
| Grandslamtoernooien |      |      |
| Australian Open     | 3R   | 2R   |
| Roland Garros       | –    | –    |
| Wimbledon           | 2R   | –    |
| US Open             | 2R   | 1R   |
| Statistieken        |      |      |
| titels per jaar     | 0    | 0    |
| eindejaarsranking   | 160  |      |